# Huitième district congressionnel du New Jersey
Le 8e district du Congrès du New Jersey est actuellement représenté par le Démocrate Rob Menendez, qui siège au Congrès depuis janvier 2023. Le district est majoritairement hispanique et comprend certaines des zones les plus urbaines du New Jersey, notamment des parties de Newark et de Jersey City, ainsi que Elisabeth.

## Comtés et municipalités dans le district
Pour le 118e Congrès et les suivants (basés sur le redécoupage à la suite du recensement de 2020), le district contient tout ou partie de trois comtés et 13 municipalités.

### Comté d'Essex (1)
Newark (en partie ; également dans le 10e)

### Comté d'Hudson (11)
Bayonne, East Newark, Guttenberg, Harrison, Hoboken, Jersey City (en partie ; également dans le 10e), Kearny (en partie ; également dans le 9e), North Bergen, Union City, Weehawken, West New York

### Comté d'Union (1)
Elizabeth

## Historique de vote
| Année | Poste      | Résultats               |
| ----- | ---------- | ----------------------- |
| 2000  | Président  | Gore 60,0 % - 37,0 %    |
| 2004  | Président  | Kerry 59,0 % - 41,0 %   |
| 2008  | Président  | Obama 63,0 % - 36,0 %   |
| 2012  | Président  | Obama 78,0 % - 21,0 %   |
| 2016  | Président  | Clinton 76,0 % - 21,0 % |
| 2017  | Gouverneur | Murphy 81,8 % - 16,9 %  |
| 2020  | Président  | Biden 71,0 % - 27,0 %   |
| 2020  | Sénat      | Booker 73,7 % - 23,8 %  |
| 2021  | Gouverneur | Murphy 73,3 % - 25,8 %  |

## Liste des Représentants du district
| Membre                         | Parti       | Années                             | Congrès     | Histoire électorale | Zone géographique |
| ------------------------------ | ----------- | ---------------------------------- | ----------- | --- | --- |
| District établi le 4 mars 1893 |             |                                    |             | | |
| John T. Dunn (en)              | Démocrate   | 4 mars 1893 - 3 mars 1895          | 53e         | Élu en 1892. Perd sa réélection. | 1893–1895 Union des parties d'Essex (East Orange, Irvington, Maplewood, Millburn, South Orange, and parts of Newark) et Hudson (Bayonne) |
| Charles N. Fowler (en)         | Républicain | 4 mars 1895 - 3 mars 1903          | 54e - 57e   | Élu en 1894. Réélu en 1896. Réélu en 1898. Réélu en 1900. Redécoupage vers le 5e | 1895–1903 Union, Essex (sauf East Orange et des parties Newark), et des parties d'Hudson (Bayonne)                                       |
| William H. Wiley (en)          | Républicain | 4 mars 1903 - 3 mars 1907          | 58e , 59e   | Élu en 1902. Réélu en 1904. Perd sa réélection. | 1903–1913 Parties d'Essex (East Orange, Irvington, Maplewood, Millburn, Newark et South Orange)                                          |
| Le Gage Pratt (en)             | Démocrate   | 4 mars 1907 - 3 mars 1909          | 60e         | Élu en 1906. Perd sa réélection. | 1903–1913 Parties d'Essex (East Orange, Irvington, Maplewood, Millburn, Newark et South Orange)                                          |
| William H. Wiley (en)          | Républicain | 4 mars 1909 - 3 mars 1911          | 61e         | Élu en 1908. Perd sa réélection. | 1903–1913 Parties d'Essex (East Orange, Irvington, Maplewood, Millburn, Newark et South Orange)                                          |
| Walter I. McCoy (en)           | Démocrate   | 4 mars 1911 - 3 mars 1913          | 62e         | Élu en 1910. Redécoupage vers le 9e district. | 1903–1913 Parties d'Essex (East Orange, Irvington, Maplewood, Millburn, Newark et South Orange)                                          |
| Eugene F. Kinkead (en)         | Démocrate   | 4 mars 1913 - 4 février 1915       | 63e         | Redécoupage depuis le 9e district et réélu en 1912. Retrait et démissionne pour devenir Sheriff du Comté d'Hudson. | 1903–1933 Parties d'Essex et Hudson (Bayonne, East Newark, Harrison, Kearney)                                                            |
| Vacant                         | Vacant      | 4 février 1915 - 3 mars 1915       | 63e         | | 1903–1933 Parties d'Essex et Hudson (Bayonne, East Newark, Harrison, Kearney)                                                            |
| Edward W. Gray (en)            | Républicain | 4 mars 1915 - 3 mars 1919          | 64e , 65e   | Élu en 1914. Réélu en 1916. Perd sa réélection. | 1903–1933 Parties d'Essex et Hudson (Bayonne, East Newark, Harrison, Kearney)                                                            |
| Cornelius A. McGlennon (en)    | Démocrate   | 4 mars 1919 - 3 mars 1921          | 66e         | Élu en 1918. Perd sa réélection. | 1903–1933 Parties d'Essex et Hudson (Bayonne, East Newark, Harrison, Kearney)                                                            |
| Herbert W. Taylor (en)         | Républicain | 4 mars 1921 - 3 mars 1923          | 67e         | Élu en 1920. Perd sa renomination. | 1903–1933 Parties d'Essex et Hudson (Bayonne, East Newark, Harrison, Kearney)                                                            |
| Frank J. McNulty (en)          | Démocrate   | 4 mars 1923 - 3 mars 1925          | 68e         | Élu en 1922. Perd sa réélection. | 1903–1933 Parties d'Essex et Hudson (Bayonne, East Newark, Harrison, Kearney)                                                            |
| Herbet W. Taylor (en)          | Républicain | 4 mars 1925 - 3 mars 1927          | 69e         | Élu en 1924. Perd sa réélection. | 1903–1933 Parties d'Essex et Hudson (Bayonne, East Newark, Harrison, Kearney)                                                            |
| Paul J. Moore (en)             | Démocrate   | 4 mars 1927 - 3 mars 1929          | 70e         | Élu en 1926. Perd sa réélection. | 1903–1933 Parties d'Essex et Hudson (Bayonne, East Newark, Harrison, Kearney)                                                            |
| Fred A. Hartley Jr. (en)       | Républicain | 4 mars 1929 - 3 mars 1933          | 71e , 72e   | Élu en 1928. Réélu en 1930. Redécoupage vers le 10e district. | 1903–1933 Parties d'Essex et Hudson (Bayonne, East Newark, Harrison, Kearney)                                                            |
| George N. Seger (en)           | Républicain | 4 mars 1933 - 26 août 1940         | 73e - 76e   | Redécoupage depuis le 7e district et réélu en 1932. Réélu en 1934. Réélu en 1936. Réélu en 1938. Décès. | 1933–1963 Passaic (sauf Ringwood et West Milford)                                                                                        |
| Vacant                         | Vacant      | 26 août 1940 - 3 janvier 1941      | 76e         | | 1933–1963 Passaic (sauf Ringwood et West Milford)                                                                                        |
| Gordon Canfield (en)           | Républicain | 3 janvier 1941 - 3 janvier 1961    | 77e - 86e   | Élu en 1940. Réélu en 1942. Réélu en 1944. Réélu en 1946. Réélu en 1950. Réélu en 1952. Réélu en 1954. Réélu en 1956. Réélu en 1958. Retrait.                                                                         | 1933–1963 Passaic (sauf Ringwood et West Milford)                                                                                        |
| Charles S. Joelson (en)        | Démocrate   | 3 janvier 1961 - 4 septembre 1969  | 87e - 91e   | Élu en 1960. Réélu en 1962. Réélu en 1964. Réélu en 1968. Démissionne pour devenir Juge de la Cour Supérieure du New Jersey.                                                                                          | 1933–1963 Passaic (sauf Ringwood et West Milford)                                                                                        |
| Charles S. Joelson (en)        | Démocrate   | 3 janvier 1961 - 4 septembre 1969  | 87e - 91e   | Élu en 1960. Réélu en 1962. Réélu en 1964. Réélu en 1968. Démissionne pour devenir Juge de la Cour Supérieure du New Jersey.                                                                                          | 1963–1973 Passaic |
| Vacant                         | Vacant      | 4 septembre 1969 - 4 novembre 1969 | 91e         | | |
| Robert A. Roe (en)             | Démocrate   | 4 novembre 1969 - 3 janvier 1993   | 91e - 102e  | Élu pour terminer le mandat de Joelson. Réélu en 1970. Réélu en 1972. Réélu en 1974. Réélu en 1976. Réélu en 1978. Réélu en 1980. Réélu en 1982. Réélu en 1984. Réélu en 1986. Réélu en 1988. Réélu en 1990. Retrait. | |
| Robert A. Roe (en)             | Démocrate   | 4 novembre 1969 - 3 janvier 1993   | 91e - 102e  | Élu pour terminer le mandat de Joelson. Réélu en 1970. Réélu en 1972. Réélu en 1974. Réélu en 1976. Réélu en 1978. Réélu en 1980. Réélu en 1982. Réélu en 1984. Réélu en 1986. Réélu en 1988. Réélu en 1990. Retrait. | 1973–1983 Passaic (sauf Little Falls et West Paterson)                                                                                   |
| Robert A. Roe (en)             | Démocrate   | 4 novembre 1969 - 3 janvier 1993   | 91e - 102e  | Élu pour terminer le mandat de Joelson. Réélu en 1970. Réélu en 1972. Réélu en 1974. Réélu en 1976. Réélu en 1978. Réélu en 1980. Réélu en 1982. Réélu en 1984. Réélu en 1986. Réélu en 1988. Réélu en 1990. Retrait. | 1973–1985 Parties de Bergen, Morris et Passaic                                                                                           |
| Robert A. Roe (en)             | Démocrate   | 4 novembre 1969 - 3 janvier 1993   | 91e - 102e  | Élu pour terminer le mandat de Joelson. Réélu en 1970. Réélu en 1972. Réélu en 1974. Réélu en 1976. Réélu en 1978. Réélu en 1980. Réélu en 1982. Réélu en 1984. Réélu en 1986. Réélu en 1988. Réélu en 1990. Retrait. | 1985–1993 Sud de Passaic et des parties de Bergen, Essex et Morris                                                                       |
| Herb Klein (en)                | Démocrate   | 3 janvier 1993 - 3 janvier 1995    | 103e        | Élu en 1992. Perd sa réélection. | 1993–2003 Sud de Passaic et des parties d'Essex                                                                                          |
| William J. Martini (en)        | Républicain | 3 janvier 1995 - 3 janvier 1997    | 104e        | Élu en 1994. Perd sa réélection. | 1993–2003 Sud de Passaic et des parties d'Essex                                                                                          |
| Bill Pascrell                  | Démocrate   | 3 janvier 1997 - 3 janvier 2013    | 105e - 112e | Élu en 1996. Réélu en 1998. Réélu en 2000. Réélu en 2002. Réélu en 2004. Réélu en 2006. Réélu en 2008. Réélu en 2010. Redécoupage vers le 9e district.                                                                | 1993–2003 Sud de Passaic et des parties d'Essex                                                                                          |
| Bill Pascrell                  | Démocrate   | 3 janvier 1997 - 3 janvier 2013    | 105e - 112e | Élu en 1996. Réélu en 1998. Réélu en 2000. Réélu en 2002. Réélu en 2004. Réélu en 2006. Réélu en 2008. Réélu en 2010. Redécoupage vers le 9e district.                                                                | 2003–2013 Sud de Passaic et des parties d"Essex                                                                                          |
| Albio Sires                    | Démocrate   | 3 janvier 2013 - 3 janvier 2023    | 113e - 117e | Redécoupage depuis le 13e district et réélu en 2012. Réélu en 2014. Réélu en 2016. Réélu en 2018. Réélu en 2020. Retrait.                                                                                             | 2013–2023 Parties de Bergen (Fairview), Essex (Belleville et des parties de Newark), Hudson et Union (Elizabeth)                         |
| Rob Menendez                   | Démocrate   | 3 janvier 2023 - Présent           | 118e        | Élu en 2022. | 2023–Présent Parties d'Essex (partie de Newark), Hudson et Union (Elizabeth)                                                             |

## Résultats des récentes élections
Voici les résultats des 10 précédents cycles électoraux dans le district.

### 2004
| Élection de 2004 du 8e district congressionnel du New Jersey | Élection de 2004 du 8e district congressionnel du New Jersey | Élection de 2004 du 8e district congressionnel du New Jersey | Élection de 2004 du 8e district congressionnel du New Jersey | Élection de 2004 du 8e district congressionnel du New Jersey |
| ------------------------------------------------------------ | ------------------------------------------------------------ | ------------------------------------------------------------ | ------------------------------------------------------------ | ------------------------------------------------------------ |
| Parti                                                        | Parti                                                        | Candidat                                                     | Votes                                                        | %                                                            |
|                                                              | Démocrate                                                    | Bill Pascrell (sortant)                                      | 152 001                                                      | 69,5                                                         |
|                                                              | Républicain                                                  | George Ajjan                                                 | 62 747                                                       | 28,7                                                         |
|                                                              | Indépendant                                                  | Joseph A. Fortunato                                          | 4 072                                                        | 1,9                                                          |
| Total des votes                                              | Total des votes                                              | Total des votes                                              | 218 820                                                      | 100 %                                                        |
|                                                              | Les Démocrates conservent                                    |                                                              |                                                              |                                                              |

### 2006
| Élection de 2006 du 8e district congressionnel du New Jersey | Élection de 2006 du 8e district congressionnel du New Jersey | Élection de 2006 du 8e district congressionnel du New Jersey | Élection de 2006 du 8e district congressionnel du New Jersey | Élection de 2006 du 8e district congressionnel du New Jersey |
| ------------------------------------------------------------ | ------------------------------------------------------------ | ------------------------------------------------------------ | ------------------------------------------------------------ | ------------------------------------------------------------ |
| Parti                                                        | Parti                                                        | Candidat                                                     | Votes                                                        | %                                                            |
|                                                              | Démocrate                                                    | Bill Pascrell (sortant)                                      | 97 568                                                       | 70,9                                                         |
|                                                              | Républicain                                                  | Jose M. Sandoval                                             | 39 053                                                       | 28,4                                                         |
|                                                              | Libertarien                                                  | Lou Jasikoff                                                 | 1 018                                                        | 0,7                                                          |
| Total des votes                                              | Total des votes                                              | Total des votes                                              | 137 639                                                      | 100 %                                                        |
|                                                              | Les Démocrates conservent                                    |                                                              |                                                              |                                                              |

### 2008
| Élection de 2008 du 8e district congressionnel du New Jersey | Élection de 2008 du 8e district congressionnel du New Jersey | Élection de 2008 du 8e district congressionnel du New Jersey | Élection de 2008 du 8e district congressionnel du New Jersey | Élection de 2008 du 8e district congressionnel du New Jersey |
| ------------------------------------------------------------ | ------------------------------------------------------------ | ------------------------------------------------------------ | ------------------------------------------------------------ | ------------------------------------------------------------ |
| Parti                                                        | Parti                                                        | Candidat                                                     | Votes                                                        | %                                                            |
|                                                              | Démocrate                                                    | Bill Pascrell (sortant)                                      | 159 279                                                      | 71,1                                                         |
|                                                              | Républicain                                                  | Roland Straten                                               | 63 107                                                       | 28,2                                                         |
|                                                              | Libertarien                                                  | Derek DeMarco                                                | 1 600                                                        | 0,7                                                          |
| Total des votes                                              | Total des votes                                              | Total des votes                                              | 223 986                                                      | 100 %                                                        |
|                                                              | Les Démocrates conservent                                    |                                                              |                                                              |                                                              |

### 2010
| Élection de 2010 du 8e district congressionnel du New Jersey | Élection de 2010 du 8e district congressionnel du New Jersey | Élection de 2010 du 8e district congressionnel du New Jersey | Élection de 2010 du 8e district congressionnel du New Jersey | Élection de 2010 du 8e district congressionnel du New Jersey |
| ------------------------------------------------------------ | ------------------------------------------------------------ | ------------------------------------------------------------ | ------------------------------------------------------------ | ------------------------------------------------------------ |
| Parti                                                        | Parti                                                        | Candidat                                                     | Votes                                                        | %                                                            |
|                                                              | Démocrate                                                    | Bill Pascrell (sortant)                                      | 88 478                                                       | 62,7                                                         |
|                                                              | Républicain                                                  | Roland Straten                                               | 51 023                                                       | 36,1                                                         |
|                                                              | Indépendant                                                  | Raymond Giangrasso                                           | 1 707                                                        | 1,2                                                          |
| Total des votes                                              | Total des votes                                              | Total des votes                                              | 141 208                                                      | 100 %                                                        |
|                                                              | Les Démocrates conservent                                    |                                                              |                                                              |                                                              |

### 2012
| Élection de 2006 du 8e district congressionnel du New Jersey | Élection de 2006 du 8e district congressionnel du New Jersey | Élection de 2006 du 8e district congressionnel du New Jersey | Élection de 2006 du 8e district congressionnel du New Jersey | Élection de 2006 du 8e district congressionnel du New Jersey |
| ------------------------------------------------------------ | ------------------------------------------------------------ | ------------------------------------------------------------ | ------------------------------------------------------------ | ------------------------------------------------------------ |
| Parti                                                        | Parti                                                        | Candidat                                                     | Votes                                                        | %                                                            |
|                                                              | Démocrate                                                    | Albio Sires (sortant)                                        | 130 857                                                      | 78,8                                                         |
|                                                              | Républicain                                                  | Maria Karczewski                                             | 31 767                                                       | 19,1                                                         |
|                                                              | Indépendant                                                  | Herbert Shaw                                                 | 1 841                                                        | 1,1                                                          |
|                                                              | Indépendant                                                  | Stephen Deluca                                               | 1 710                                                        | 1,0                                                          |
| Total des votes                                              | Total des votes                                              | Total des votes                                              | 166 175                                                      | 100 %                                                        |
|                                                              | Les Démocrates conservent                                    |                                                              |                                                              |                                                              |

### 2014
| Élection de 2014 du 8e district congressionnel du New Jersey | Élection de 2014 du 8e district congressionnel du New Jersey | Élection de 2014 du 8e district congressionnel du New Jersey | Élection de 2014 du 8e district congressionnel du New Jersey | Élection de 2014 du 8e district congressionnel du New Jersey |
| ------------------------------------------------------------ | ------------------------------------------------------------ | ------------------------------------------------------------ | ------------------------------------------------------------ | ------------------------------------------------------------ |
| Parti                                                        | Parti                                                        | Candidat                                                     | Votes                                                        | %                                                            |
|                                                              | Démocrate                                                    | Albio Sires (sortant)                                        | 61 510                                                       | 77,4                                                         |
|                                                              | Républicain                                                  | Jude Anthony Tiscornia                                       | 15 141                                                       | 19,0                                                         |
|                                                              | Indépendant                                                  | Herbert H. Shaw                                              | 1 192                                                        | 1,5                                                          |
|                                                              | Indépendant                                                  | Pablo Olivera                                                | 1 022                                                        | 1,3                                                          |
|                                                              | Indépendant                                                  | Robert Thorne                                                | 653                                                          | 0,8                                                          |
| Total des votes                                              | Total des votes                                              | Total des votes                                              | 79 518                                                       | 100 %                                                        |
|                                                              | Les Démocrates conservent                                    |                                                              |                                                              |                                                              |

### 2016
| Élection de 2016 du 8e district congressionnel du New Jersey | Élection de 2016 du 8e district congressionnel du New Jersey | Élection de 2016 du 8e district congressionnel du New Jersey | Élection de 2016 du 8e district congressionnel du New Jersey | Élection de 2016 du 8e district congressionnel du New Jersey |
| ------------------------------------------------------------ | ------------------------------------------------------------ | ------------------------------------------------------------ | ------------------------------------------------------------ | ------------------------------------------------------------ |
| Parti                                                        | Parti                                                        | Candidat                                                     | Votes                                                        | %                                                            |
|                                                              | Démocrate                                                    | Albio Sires (sortant)                                        | 134 733                                                      | 77,0                                                         |
|                                                              | Républicain                                                  | Agha Khan                                                    | 32 337                                                       | 18,5                                                         |
|                                                              | Indépendant                                                  | Pablo Olivera                                                | 4 381                                                        | 2,5                                                          |
|                                                              | Libertarien                                                  | Dan Delaney                                                  | 3 438                                                        | 2,0                                                          |
| Total des votes                                              | Total des votes                                              | Total des votes                                              | 174 889                                                      | 100 %                                                        |
|                                                              | Les Démocrates conservent                                    |                                                              |                                                              |                                                              |

### 2018
| Élection de 2018 du 8e district congressionnel du New Jersey | Élection de 2018 du 8e district congressionnel du New Jersey | Élection de 2018 du 8e district congressionnel du New Jersey | Élection de 2018 du 8e district congressionnel du New Jersey | Élection de 2018 du 8e district congressionnel du New Jersey |
| ------------------------------------------------------------ | ------------------------------------------------------------ | ------------------------------------------------------------ | ------------------------------------------------------------ | ------------------------------------------------------------ |
| Parti                                                        | Parti                                                        | Candidat                                                     | Votes                                                        | %                                                            |
|                                                              | Démocrate                                                    | Albio Sires (sortant)                                        | 119 881                                                      | 78,1                                                         |
|                                                              | Républicain                                                  | John R. Muniz                                                | 28 752                                                       | 18,7                                                         |
|                                                              | Indépendant                                                  | Mahmoud Mahmoud                                              | 3 658                                                        | 2,4                                                          |
|                                                              | Libertarien                                                  | Dan, Delaney                                                 | 1 191                                                        | 0,8                                                          |
| Total des votes                                              | Total des votes                                              | Total des votes                                              | 153 455                                                      | 100 %                                                        |
|                                                              | Les Démocrates conservent                                    |                                                              |                                                              |                                                              |

### 2020
| Élection de 2020 du 8e district congressionnel du New Jersey | Élection de 2020 du 8e district congressionnel du New Jersey | Élection de 2020 du 8e district congressionnel du New Jersey | Élection de 2020 du 8e district congressionnel du New Jersey | Élection de 2020 du 8e district congressionnel du New Jersey |
| ------------------------------------------------------------ | ------------------------------------------------------------ | ------------------------------------------------------------ | ------------------------------------------------------------ | ------------------------------------------------------------ |
| Parti                                                        | Parti                                                        | Candidat                                                     | Votes                                                        | %                                                            |
|                                                              | Démocrate                                                    | Albio Sires (sortant)                                        | 176 758                                                      | 74,0                                                         |
|                                                              | Républicain                                                  | Jason Mushnick                                               | 58 686                                                       | 24,6                                                         |
|                                                              | Libertarien                                                  | Dan Delaney                                                  | 3 329                                                        | 1,4                                                          |
| Total des votes                                              | Total des votes                                              | Total des votes                                              | 238 773                                                      | 100 %                                                        |
|                                                              | Les Démocrates conservent                                    |                                                              |                                                              |                                                              |

### 2022
| Primaire démocrate de 2022 du 8e district congressionnel du New Jersey | Primaire démocrate de 2022 du 8e district congressionnel du New Jersey | Primaire démocrate de 2022 du 8e district congressionnel du New Jersey | Primaire démocrate de 2022 du 8e district congressionnel du New Jersey | Primaire démocrate de 2022 du 8e district congressionnel du New Jersey |
| ---------------------------------------------------------------------- | ---------------------------------------------------------------------- | ---------------------------------------------------------------------- | ---------------------------------------------------------------------- | ---------------------------------------------------------------------- |
| Parti                                                                  | Parti                                                                  | Candidat                                                               | Votes                                                                  | %                                                                      |
|                                                                        | Démocrate                                                              | Rob Menendez (sortant)                                                 | 26 490                                                                 | 83,0                                                                   |
|                                                                        | Démocrate                                                              | David Ocampo Grajales                                                  | 3 749                                                                  | 11,7                                                                   |
|                                                                        | Démocrate                                                              | Ane Roseborough-Eberhard                                               | 1 668                                                                  | 5,2                                                                    |

| Primaire républicaine de 2022 du 8e district congressionnel du New Jersey | Primaire républicaine de 2022 du 8e district congressionnel du New Jersey | Primaire républicaine de 2022 du 8e district congressionnel du New Jersey | Primaire républicaine de 2022 du 8e district congressionnel du New Jersey | Primaire républicaine de 2022 du 8e district congressionnel du New Jersey |
| ------------------------------------------------------------------------- | ------------------------------------------------------------------------- | ------------------------------------------------------------------------- | ------------------------------------------------------------------------- | ------------------------------------------------------------------------- |
| Parti                                                                     | Parti                                                                     | Candidat                                                                  | Votes                                                                     | %                                                                         |
|                                                                           | Républicain                                                               | Marcos Arroyo                                                             | 3 127                                                                     | 100 %                                                                     |

| Élection de 2022 du 8e district congressionnel du New Jersey | Élection de 2022 du 8e district congressionnel du New Jersey | Élection de 2022 du 8e district congressionnel du New Jersey | Élection de 2022 du 8e district congressionnel du New Jersey | Élection de 2022 du 8e district congressionnel du New Jersey |
| ------------------------------------------------------------ | ------------------------------------------------------------ | ------------------------------------------------------------ | ------------------------------------------------------------ | ------------------------------------------------------------ |
| Parti                                                        | Parti                                                        | Candidat                                                     | Votes                                                        | %                                                            |
|                                                              | Démocrate                                                    | Rob Menendez (sortant)                                       | 70 837                                                       | 72,9                                                         |
|                                                              | Républicain                                                  | Marcos Arroyo                                                | 23 540                                                       | 24,2                                                         |
|                                                              | Travailleurs socialistes                                     | Joanne Kuniansky                                             | 894                                                          | 0,9                                                          |
|                                                              | Libertarien                                                  | Dan Delaney                                                  | 687                                                          | 0,7                                                          |
|                                                              | Indépendant                                                  | David W. Cook                                                | 647                                                          | 0,7                                                          |
|                                                              | Indépendant                                                  | Pablo Olivera                                                | 361                                                          | 0,4                                                          |
|                                                              | Indépendant                                                  | John Salierno                                                | 226                                                          | 0,2                                                          |
| Total des votes                                              | Total des votes                                              | Total des votes                                              | 97 192                                                       | 100 %                                                        |
|                                                              | Les Démocrates conservent                                    |                                                              |                                                              |                                                              |

### 2024
| Primaire démocrate de 2024 du 8e district congressionnel du New Jersey | Primaire démocrate de 2024 du 8e district congressionnel du New Jersey | Primaire démocrate de 2024 du 8e district congressionnel du New Jersey | Primaire démocrate de 2024 du 8e district congressionnel du New Jersey | Primaire démocrate de 2024 du 8e district congressionnel du New Jersey |
| ---------------------------------------------------------------------- | ---------------------------------------------------------------------- | ---------------------------------------------------------------------- | ---------------------------------------------------------------------- | ---------------------------------------------------------------------- |
| Parti                                                                  | Parti                                                                  | Candidat                                                               | Votes                                                                  | %                                                                      |
|                                                                        | Démocrate                                                              | Rob Menendez (sortant)                                                 | 22 465                                                                 | 52,0                                                                   |
|                                                                        | Démocrate                                                              | Ravinder Bhalla                                                        | 16 218                                                                 | 37,5                                                                   |
|                                                                        | Démocrate                                                              | Kyle Jasey                                                             | 4 528                                                                  | 10,5                                                                   |

| Primaire républicaine de 2024 du 8e district congressionnel du New Jersey | Primaire républicaine de 2024 du 8e district congressionnel du New Jersey | Primaire républicaine de 2024 du 8e district congressionnel du New Jersey | Primaire républicaine de 2024 du 8e district congressionnel du New Jersey | Primaire républicaine de 2024 du 8e district congressionnel du New Jersey |
| ------------------------------------------------------------------------- | ------------------------------------------------------------------------- | ------------------------------------------------------------------------- | ------------------------------------------------------------------------- | ------------------------------------------------------------------------- |
| Parti                                                                     | Parti                                                                     | Candidat                                                                  | Votes                                                                     | %                                                                         |
|                                                                           | Républicain                                                               | Anthony Valdes                                                            | 4 905                                                                     | 100 %                                                                     |

| Élection de 2024 du 8e district congressionnel du New Jersey | Élection de 2024 du 8e district congressionnel du New Jersey | Élection de 2024 du 8e district congressionnel du New Jersey | Élection de 2024 du 8e district congressionnel du New Jersey | Élection de 2024 du 8e district congressionnel du New Jersey |
| ------------------------------------------------------------ | ------------------------------------------------------------ | ------------------------------------------------------------ | ------------------------------------------------------------ | ------------------------------------------------------------ |
| Parti                                                        | Parti                                                        | Candidat                                                     | Votes                                                        | %                                                            |
|                                                              | Démocrate                                                    | Rob Menendez (sortant)                                       | TBD                                                          | TBD                                                          |
|                                                              | Républicain                                                  | Anthony Valdes                                               | TBD                                                          | TBD                                                          |
|                                                              | Vert                                                         | Christian Robbins                                            | TBD                                                          | TBD                                                          |
|                                                              | Indépendant                                                  | Pablo Olivera                                                | TBD                                                          | TBD                                                          |
|                                                              | Travailleurs socialistes                                     | Lea Sherman                                                  | TBD                                                          | TBD                                                          |
| Total des votes                                              | Total des votes                                              | Total des votes                                              | TBD                                                          | 100 %                                                        |
|                                                              |                                                              |                                                              |                                                              |                                                              |